# پیر بنوا
پیر بنوا (به فرانسوی: Pierre Benoit) نویسنده قرن نوزدهم میلادی اهل فرانسه بود.